# Xã Hasty, Quận Newton, Arkansas
Xã Hasty (tiếng Anh: Hasty Township) là một xã thuộc quận Newton, tiểu bang Arkansas, Hoa Kỳ. Năm 2010, dân số của xã này là 268 người.